# ATP-toernooi van Split
Het ATP-toernooi van Split (De officiële naam van het toernooi was Croatian Indoors) was een tennistoernooi voor mannen dat eenmalig in 1998 op de ATP-kalender stond. Plaats van handeling waren de tapijtbanen van de Dvorana Gripe in de Kroatische stad Split.

## Finales

### Enkelspel
| Jaar | Winnaar          | Finalist      | Score          |
| ---- | ---------------- | ------------- | -------------- |
| 1998 | Goran Ivanišević | Greg Rusedski | 7-6(3), 7-6(5) |

### Dubbelspel
| Jaar | Winnaars               | Runners-up                       | Score    |
| ---- | ---------------------- | -------------------------------- | -------- |
| 1998 | Martin Damm Jiří Novák | Fredrik Bergh Patrik Fredriksson | 7-6, 6-2 |

ITF-toernooien (mannen en vrouwen)

ATP-toernooien (mannen) – ATP-seizoen 2025

WTA-toernooien (vrouwen) – WTA-seizoen 2025

Voormalige toernooien mannen
Voormalige toernooien vrouwen
Voormalige amateurtoernooien